# Illinoia menziesiae
Illinoia menziesiae är en insektsart. Illinoia menziesiae ingår i släktet Illinoia och familjen långrörsbladlöss. Inga underarter finns listade i Catalogue of Life.